# Diplophryxus alveolatus
Diplophryxus alveolatus är en kräftdjursart som beskrevs av M. Bourdon 1981. Diplophryxus alveolatus ingår i släktet Diplophryxus och familjen Bopyridae. Inga underarter finns listade i Catalogue of Life.